# Староалексеевка (Башкортостан)
Староалексе́евка (баш. Иҫке Алексеевка) — деревня в Кармаскалинском районе Республики Башкортостан Российской Федерации. Входит в состав Адзитаровского сельсовета.

## География

### Географическое положение
Расстояние до:
- районного центра (Кармаскалы): 41 км,
- центра сельсовета (Адзитарово): 6 км,
- ближайшей ж/д станции (Чишмы): 35 км

## Население
| 2002 | 2009 | 2010 |
| ---- | ---- | ---- |
| 32   | ↘17  | ↗25  |

Национальный состав
Согласно переписи 2002 года, преобладающая национальность — русские (84 %).